# Roman du terroir
Der roman du terroir (französisch Roman des Terroir; ländlicher Roman), auch roman de la terre, war von 1846 bis 1945 ein dominantes Genre in der frankophonen Romanliteratur im Osten der Provinz Kanada (ab 1867 Provinz Québec). The Paternal Farm (1846) von Patrice Lacombe wird als erster roman du terroir angesehen. Germaine Guèvremonts Romane Le Survenant (1945) und Marie-Didace (1947) gelten als die letzten und bedeutendsten Vertreter dieses Genres.

## Inhalte und Ziele
In einer Zeit massiver Industrialisierung (19. und frühes 20. Jahrhundert) idealisierte der roman du terroir das ländliche Leben in Québec. Er rückte die französische Sprache, traditionelle Familienkonzepte sowie das von Katholizismus und Landwirtschaft geprägte Leben in den Mittelpunkt. Eine wichtige Rolle spielte dabei die Darstellung von Traditionen und der kontinuierlichen Weitergabe von Werten. Die Arbeit der Bauern wurde als beschwerlich, aber frei charakterisiert. Um das gesunde Leben auf den Québecer Gehöften zu betonen, wurde es kontrastiert mit dem gefährlichen großstädtischen Leben und den harschen Arbeitsbedingungen in den Fabriken: Einsamkeit, Alkoholismus, Arbeitsunfälle, moralische Verrohung bis hin zu Mord sind die Konsequenzen für Figuren, die den ländlichen Raum verlassen. In diesem Sinne sind bereits die Titel der Romane sprechend: Restons chez nous (Wir bleiben zuhause), La Terre que l'on défend (Die Erde, die man verteidigt), La Terre ancestrale (Das angestammte Land) oder La Terre se venge (Die Erde rächt sich).
Die römisch-katholische Priesterschaft und die Regionalregierung förderten das Genre. In dem programmatischen Essay Le mouvement littéraire en Canada (1866), der über Jahrzehnte als Richtlinie für viele frankokanadische Autoren galt, stellte Abbé Henri-Raymond Casgrain die katholische Moral und den Patriotismus als höchste Ziele der Literatur dar. Der roman du terroir sollte das moralische Bewusstsein der Landbevölkerung stärken und helfen, die Landflucht einzudämmen. Stark vereinfacht: Bleibt zuhause, bleibt in der Nähe der Kirche und bleibt weg von den Anglais. Den Lesern sollte vermittelt werden, dass die Zukunft aller Frankokanadier davon abhängt, ob sie ihrer ‘historischen Berufung zur Kolonisierung Neufrankreichs’ gerecht würden.
Wichtige Vertreter des Romangenres waren:
- Patrice Lacombe, The Paternal Farm (1846)
- Pierre-Joseph-Olivier Chauveau, Charles Guérin: roman de mœurs canadiennes (1853)
- Louis Hémon, Maria Chapdelaine (1914, 1916)
- Philippe Panneton (alias Ringuet), Trente arpents (1938), Übers. Franziska Maria Tenberg: Dreißig Morgen Land. Benziger, Einsiedeln [1940]
- Germaine Guèvremont, Le Survenant (1945)

## Wirkung und weitere Entwicklung
Sein moralischer Konservatismus brachte den roman du terroir „in krassen Gegensatz“ zur zeitgenössischen Literatur in Frankreich. Einige Romane dieses Genres wirkten wie „Propaganda im Dienste der Landwirtschaft“.:138 Bei seinen letzten Vertretern zeigten sich jedoch bereits Brüche in der Stadt-Land-Dichotomie: Sie idealisierten das Landleben nicht mehr uneingeschränkt, aber das Pflichtgefühl gegenüber den Vorfahren hält die Protagonisten auf dem Land oder zieht sie dorthin zurück.
In den 1940er Jahren wurde der roman du terroir von städtisch geprägten Romanen (von Gabrielle Roy, Yves Thériault, Roger Lemelin etc.) verdrängt. Dennoch finden sich in der Québecer Literatur weiterhin Spuren des Genres – sowohl in nostalgischer Affirmation, als auch in Gegenpositionen. Zu diesen anti-romans du terroir (auch „anti-terroir“) zählen u. a. Marie-Claire Blais’ La Belle Bête (1959), der alle dominanten Werte des roman du terroir systematisch zur Schau stellt, oder Claude-Henri Grignons modernistischer Roman Un Homme et son péché (1933, 1935), der das ländliche Leben satirisch darstellt.